# Тамаш Лерінц
Тамаш Лерінц (також трапляється написання Лорінц; угор. Lőrincz Tamás, 20 грудня 1986) — угорський борець греко-римського стилю, олімпійський чемпіон, чемпіон, дворазовий срібний та бронзовий призер чемпіонату світу, чотириразовий чемпіон Європи.

## Біографія
Боротьбою почав займатися з 1994 року. Був бронзовим призером серед юніорів на чемпіонатах Європи та світу 2006 року.
Молодший брат — Віктор Лерінц, дворазовий бронзовий призер чемпіонатів світу, чемпіон та бронзовий призер чемпіонатів Європи, учасник Олімпійських ігор.
Виступає за борцівський клуб CVSE (Цеглед). Тренери — Ференц Папп, Георгій Струкаш та Ференц Такаш.

## Спортивні результати на міжнародних змаганнях

### Виступи на Олімпіадах
| Змагання                    | Збірна   | Вагова категорія                 | Місце  |
| --------------------------- | -------- | -------------------------------- | ------ |
| Літні Олімпійські ігри 2008 | Угорщина | греко-римська боротьба, до 66 кг | 8      |
| Літні Олімпійські ігри 2012 | Угорщина | греко-римська боротьба, до 66 кг | Срібло |
| Літні Олімпійські ігри 2016 | Угорщина | греко-римська боротьба, до 66 кг | 16     |
| Літні Олімпійські ігри 2020 | Угорщина | греко-римська боротьба, до 77 кг | Золото |

### Виступи на Чемпіонатах світу
| Змагання                        | Збірна   | Вагова категорія                 | Місце  |
| ------------------------------- | -------- | -------------------------------- | ------ |
| Чемпіонат світу з боротьби 2006 | Угорщина | греко-римська боротьба, до 66 кг | 10     |
| Чемпіонат світу з боротьби 2007 | Угорщина | греко-римська боротьба, до 66 кг | 5      |
| Чемпіонат світу з боротьби 2009 | Угорщина | греко-римська боротьба, до 66 кг | 5      |
| Чемпіонат світу з боротьби 2010 | Угорщина | греко-римська боротьба, до 66 кг | 5      |
| Чемпіонат світу з боротьби 2011 | Угорщина | греко-римська боротьба, до 66 кг | 7      |
| Чемпіонат світу з боротьби 2013 | Угорщина | греко-римська боротьба, до 66 кг | 10     |
| Чемпіонат світу з боротьби 2014 | Угорщина | греко-римська боротьба, до 66 кг | Бронза |
| Чемпіонат світу з боротьби 2015 | Угорщина | греко-римська боротьба, до 66 кг | 9      |
| Чемпіонат світу з боротьби 2017 | Угорщина | греко-римська боротьба, до 75 кг | Срібло |
| Чемпіонат світу з боротьби 2018 | Угорщина | греко-римська боротьба, до 77 кг | Срібло |
| Чемпіонат світу з боротьби 2019 | Угорщина | греко-римська боротьба, до 77 кг | Золото |

### Виступи на Чемпіонатах Європи
| Змагання                         | Збірна   | Вагова категорія                 | Місце  |
| -------------------------------- | -------- | -------------------------------- | ------ |
| Чемпіонат Європи з боротьби 2006 | Угорщина | греко-римська боротьба, до 66 кг | Золото |
| Чемпіонат Європи з боротьби 2008 | Угорщина | греко-римська боротьба, до 66 кг | 8      |
| Чемпіонат Європи з боротьби 2010 | Угорщина | греко-римська боротьба, до 66 кг | Бронза |
| Чемпіонат Європи з боротьби 2011 | Угорщина | греко-римська боротьба, до 66 кг | Срібло |
| Чемпіонат Європи з боротьби 2013 | Угорщина | греко-римська боротьба, до 66 кг | Золото |
| Чемпіонат Європи з боротьби 2014 | Угорщина | греко-римська боротьба, до 71 кг | Золото |
| Чемпіонат Європи з боротьби 2017 | Угорщина | греко-римська боротьба, до 75 кг | Бронза |
| Чемпіонат Європи з боротьби 2018 | Угорщина | греко-римська боротьба, до 77 кг | Бронза |
| Чемпіонат Європи з боротьби 2021 | Угорщина | греко-римська боротьба, до 77 кг | Золото |

### Виступи на Європейських іграх
| Змагання              | Збірна   | Вагова категорія                 | Місце  |
| --------------------- | -------- | -------------------------------- | ------ |
| Європейські ігри 2019 | Угорщина | греко-римська боротьба, до 77 кг | Бронза |

### Виступи на Кубках світу
| Змагання                    | Збірна   | Вагова категорія                 | Місце  |
| --------------------------- | -------- | -------------------------------- | ------ |
| Кубок світу з боротьби 2006 | Угорщина | греко-римська боротьба, до 66 кг | 8      |
| Кубок світу з боротьби 2008 | Угорщина | греко-римська боротьба, до 66 кг | Срібло |
| Кубок світу з боротьби 2015 | Угорщина | греко-римська боротьба, до 71 кг | 5      |

### Виступи на інших змаганнях
| Змагання                                                       | Збірна   | Вагова категорія                 | Місце  |
| -------------------------------------------------------------- | -------- | -------------------------------- | ------ |
| Золотий Гран-прі з боротьби 2008                               | Угорщина | греко-римська боротьба, до 66 кг | Золото |
| Золотий Гран-прі з боротьби 2009                               | Угорщина | греко-римська боротьба, до 66 кг | Бронза |
| Гран-прі Німеччини з боротьби 2010                             | Угорщина | греко-римська боротьба, до 66 кг | Срібло |
| Золотий Гран-прі з боротьби 2010 (Баку)                        | Угорщина | греко-римська боротьба, до 66 кг | 10     |
| Турнір Вехбі Емре 2011                                         | Угорщина | греко-римська боротьба, до 66 кг | Золото |
| Золотий Гран-прі з боротьби 2011 (Сомбатгей)                   | Угорщина | греко-римська боротьба, до 66 кг | 9      |
| Кубок Президента Казахстану з боротьби 2011                    | Угорщина | греко-римська боротьба, до 66 кг | Золото |
| Золотий Гран-прі з боротьби 2011 (Баку)                        | Угорщина | греко-римська боротьба, до 66 кг | Золото |
| Золотий Гран-прі з боротьби 2012 (Сомбатгей)                   | Угорщина | греко-римська боротьба, до 66 кг | Золото |
| Олімпійський кваліфікаційний турнір з боротьби 2012 (Софія)    | Угорщина | греко-римська боротьба, до 66 кг | 15     |
| Олімпійський кваліфікаційний турнір з боротьби 2012 (Тайюань)  | Угорщина | греко-римська боротьба, до 66 кг | Золото |
| Кубок Владислава Пітласинські 2012                             | Угорщина | греко-римська боротьба, до 66 кг | Золото |
| Золотий Гран-прі з боротьби 2013 (Сомбатгей)                   | Угорщина | греко-римська боротьба, до 66 кг | Золото |
| Кубок Якоба Курбі 2013                                         | Угорщина | греко-римська боротьба, до 66 кг | Золото |
| Кубок Владислава Пітласинські 2013                             | Угорщина | греко-римська боротьба, до 66 кг | Золото |
| Кубок Ядегара Імама 2014                                       | Угорщина | греко-римська боротьба, до 71 кг | Золото |
| Золотий Гран-прі з боротьби 2014 (Сомбатгей)                   | Угорщина | греко-римська боротьба, до 71 кг | Золото |
| Чемпіонат світу з боротьби серед студентів 2014                | Угорщина | греко-римська боротьба, до 71 кг | Золото |
| Золотий Гран-прі з боротьби 2014 (Баку)                        | Угорщина | греко-римська боротьба, до 71 кг | Золото |
| Турнір Вехбі Емре і Гаміта Каплана 2015                        | Угорщина | греко-римська боротьба, до 71 кг | Золото |
| Кубок Владислава Пітласинські 2015                             | Угорщина | греко-римська боротьба, до 71 кг | Золото |
| Гран-прі Загреба з боротьби 2016                               | Угорщина | греко-римська боротьба, до 71 кг | Золото |
| Гран-прі Угорщини з боротьби 2016                              | Угорщина | греко-римська боротьба, до 66 кг | Золото |
| Олімпійський кваліфікаційний турнір з боротьби 2016 (Зренянин) | Угорщина | греко-римська боротьба, до 66 кг | Золото |
| Гран-прі Іспанії з боротьби 2016                               | Угорщина | греко-римська боротьба, до 71 кг | Золото |
| Гран-прі Угорщини з боротьби 2017                              | Угорщина | греко-римська боротьба, до 75 кг | Золото |
| Турнір Г. Картозія і В. Балавадзе 2017                         | Угорщина | греко-римська боротьба, до 75 кг | Бронза |
| Кубок Владислава Пітласинські 2017                             | Угорщина | греко-римська боротьба, до 75 кг | Бронза |
| Кубок Алроси 2017                                              | Угорщина | команда                          | Срібло |
| Гран-прі Німеччини з боротьби 2018                             | Угорщина | греко-римська боротьба, до 77 кг | Срібло |
| Турнір міста Сассарі з боротьби 2019                           | Угорщина | греко-римська боротьба, до 77 кг | Бронза |
| Гран-прі Німеччини з боротьби 2019                             | Угорщина | греко-римська боротьба, до 77 кг | 9      |
| Кубок Гранми і Серро-Пеладо з боротьби 2020                    | Угорщина | греко-римська боротьба, до 77 кг | Срібло |
| Чемпіонат Угорщини з греко-римської боротьби 2020              | Угорщина | греко-римська боротьба, до 82 кг | Золото |
| Турнір Вехбі Емре і Гаміта Каплана 2021                        | Угорщина | греко-римська боротьба, до 77 кг | Бронза |

### Виступи на змаганнях молодших вікових груп
| Змагання                                       | Збірна   | Вагова категорія                 | Місце  |
| ---------------------------------------------- | -------- | -------------------------------- | ------ |
| Чемпіонат Європи з боротьби серед кадетів 2002 | Угорщина | греко-римська боротьба, до 46 кг | 7      |
| Чемпіонат Європи з боротьби серед кадетів 2003 | Угорщина | греко-римська боротьба, до 50 кг | 4      |
| Чемпіонат світу з боротьби серед юніорів 2005  | Угорщина | греко-римська боротьба, до 60 кг | 10     |
| Чемпіонат Європи з боротьби серед юніорів 2006 | Угорщина | греко-римська боротьба, до 66 кг | Бронза |
| Чемпіонат світу з боротьби серед юніорів 2006  | Угорщина | греко-римська боротьба, до 66 кг | Бронза |